# Zbigniew Janus
Zbigniew Janus (ur. 31 maja 1964 w Wieliczce) – polski lekkoatleta, sprinter i średniodystansowiec.

## Osiągnięcia
Zawodnik Wisły Kraków. Brązowy medalista HME w Glasgow (1990) w biegu na 800 m (1:47,37 s). Halowy mistrz Polski w biegu na 400 m (1988), 3-krotny halowy mistrz kraju na 800 m (1989, 1990, 1992).

## Rekordy życiowe
Na stadionie
- bieg na 200 m – 21,44 s. (14 czerwca 1987, Kraków)
- bieg na 400 m – 46,70 s. (10 września 1987, Sopot)
- bieg na 800 m – 1:46,99 s. (9 czerwca 1990, Madryt)

W hali
- bieg na 400 m – 48,01 s. (1988)
- bieg na 800 m – 1:47,37 s. (4 marca 1990, Glasgow)